# Myiagra
Myiagra es un género de aves de la familia Monarchidae. 
Se distribuyen en Australasia, con algunos representantes en Wallacea, Nueva Guinea, Australia, las Islas Salomón, Nueva Caledonia, Vanuatu, Fiyi, Samoa y Micronesia. Algunas especies de este género son vagantes ocasionales en Nueva Zelanda.
El género está adaptado para alimentarse de insectos, de una manera similar a los papamoscas del Viejo Mundo en la familia Muscicapidae. 

## Especies
El género tiene las siguientes especies:
- Myiagra albiventris (Peale, 1848) – monarca samoano.
- Myiagra alecto (Temminck, 1827) – monarca reluciente.
- Myiagra atra A. B. Meyer, 1874 – monarca de Biak.
- Myiagra azureocapilla E. L. Layard, 1875 – monarca crestiazul.
- Myiagra caledonica Bonaparte, 1857 – monarca melanesio.
- Myiagra cervinicauda Tristram, 1879 – monarca de San Cristóbal.
- Myiagra cyanoleuca (Vieillot, 1818) – monarca satinado.
- Myiagra erythrops Hartlaub y Finsch, 1868 – monarca de Palaos.[4]
- Myiagra ferrocyanea E. P. Ramsay, 1879 – monarca acerado.
- Myiagra freycineti † Oustalet, 1881 – monarca de Guam.[5]
- Myiagra galeata G. R. Gray, 1861 – monarca moluqueño.
- Myiagra hebetior (Hartert, 1924)  – monarca apagado.
- Myiagra inquieta (Latham, 1802) – monarca inquieto.
- Myiagra nana (Gould, 1870) – monarca chico.
- Myiagra oceanica Pucheran, 1853 – monarca oceánico.
- Myiagra pluto Finsch, 1876 – monarca de Ponapé.[6]
- Myiagra rubecula (Latham, 1802) – monarca plomizo.
- Myiagra ruficollis (Vieillot, 1818) – monarca piquiancho.
- Myiagra vanikorensis (Quoy y Gaimard, 1830) – monarca de Vanikoro.